# Touissit
Touissit (in arabo تويسيت‎?) è una cittadina del Marocco nella provincia di Jerada, nella regione Orientale.

## Geologia
Touissit è uno dei più importanti distretti minerari di tipologia "Mississippi Valley Type" del Nordafrica, noto soprattutto per giacimenti di piombo e zinco, oltre che per l'estrazione di minerali di interesse collezionistico come anglesite, cerussite, azzurrite, vanadinite e wulfenite.